# پرتییو د سریا
پرتییو د سریا (به اسپانیایی: Portillo de Soria) یک دهستان در اسپانیا است که در سریا واقع شده‌است.

## خصوصیات
پرتییو د سریا ۱۲ کیلومترمربع مساحت و ۱۸ نفر جمعیت دارد.